# ألعاب الفيديو في 2017
شهد عام 2017 إطلاق العديد من ألعاب الفيديو بالإضافة إلى تطورات أخرى في صناعة ألعاب الفيديو. لنينتندو سويتش صدر حدة في عام 2017، والتي باعت أكثر من  14 مليون وحدة بحلول نهاية عام 2017، وتجاوز الأداء الضعيف وي يو مبيعات العمر، وساعد على تنشيط نينتندو، جنبا إلى جنب مع «الرجعية» سوبر إن إي إس كلاسيك إديشن حدة التحكم، وتحديثها الجديد نيو نينتندو 2دي أس إكس إل المحمولة، واستراتيجية للألعاب المحمولة. أصدرت مايكروسوفت أيضًا جهاز اكس بوكس ون اكس عالي الطاقة والذي يستهدف دقة 4K ودعم الواقع الافتراضي.
تضمنت الألعاب الأعلى تقييمًا في عام 2017 ذا ليجند أوف زيلدا: بريث أوف ذا وايلد، وسوبر ماريو أوديسي، وبيرسونا 5، وديفنيتي: أورجينال سين 2، وهوريزن زيرو دون. واحدة من أكثر الألعاب تأثيرًا لعام 2017 كانت بلاير أنونز باتل غراوندز (ببجي)، والتي تم إصدارها في الوصول المبكر لأجهزة الكمبيوتر الشخصية في مارس 2017 وبحلول نهاية العام تم بيع 30 مليون وحدة، حطم العديد من سجلات عدد اللاعبين المتزامنة وأسس باتل رويال. كانت اللعبة الأكثر ربحًا لهذا العام هي لعبة الهواتف المحمولة أونر أوف كينجز، والمعروفة باسم ارينا اوف فالور دوليا. تم إجراء نقاش كبير حول استخدام صناديق الغنائم في ألعاب الفيديو وما إذا كانت تشكل قمارًا أم  لا، مع إصدار ستار وارز باتلفرونت 2.

## الألعاب الأعلى تقييمًا

### الجوائز الكبرى
| المنظمة / الفئة                    | المنظمة / الفئة      | جوائز اللعبة 2017 7 ديسمبر 2017        | القرن ال 21 جوائز.D.I.C.E 22 فبراير 2018 | جوائز اختيار مطوري الألعاب السنوية الثامنة عشر 21 مارس 2018 | حفل توزيع جوائز الأكاديمية البريطانية الرابع عشر للألعاب 12 أبريل 2018 | حفل توزيع جوائز الأكاديمية البريطانية الرابع عشر للألعاب 12 أبريل 2018 |
| ---------------------------------- | -------------------- | -------------------------------------- | ---------------------------------------- | ----------------------------------------------------------- | ---------------------------------------------------------------------- | ---------------------------------------------------------------------- |
| لعبة العام                         | لعبة العام           | ذا ليجند أوف زيلدا: بريث أوف ذا وايلد  | ذا ليجند أوف زيلدا: بريث أوف ذا وايلد    | ذا ليجند أوف زيلدا: بريث أوف ذا وايلد                       | وات ريمينس أف إديث فنش                                                 | وات ريمينس أف إديث فنش                                                 |
| التليفون المحمول/لعبة محمولة باليد | التليفون المحمول     | مانيومينت فالي 2                       | أبطال شعار النار                         | غوروغوا                                                     | غولف كلاش                                                              | غولف كلاش                                                              |
| التليفون المحمول/لعبة محمولة باليد | محمول باليد          | ميترويد: عودة ساموس                    | ميترويد: عودة ساموس                      | غوروغوا                                                     | غولف كلاش                                                              | غولف كلاش                                                              |
| لعبة AR/VR                         | لعبة AR/VR           | ريزدنت إيفل 7: بايوهازرد               | لونيا سهو                                | سوبر هت VR                                                  | —                                                                      | —                                                                      |
| اتجاه الفن                         | اتجاه الفن           | كاب هيد                                | كاب هيد                                  | كاب هيد                                                     | هيل بليد: سنواز سكريفايس                                               | هيل بليد: سنواز سكريفايس                                               |
| صوتي                               | موسيقى               | نير: الآلي                             | كاب هيد                                  | ذا ليجند أوف زيلدا: بريث أوف ذا وايلد                       | كاب هيد                                                                | كاب هيد                                                                |
| صوتي                               | تصميم الصوت          | هيل بليد: سنواز سكريفايس               | سوبر ماريو أوديسي                        | ذا ليجند أوف زيلدا: بريث أوف ذا وايلد                       | هيل بليد: سنواز سكريفايس                                               | هيل بليد: سنواز سكريفايس                                               |
| الشخصية أو الأداء                  | الشخصية أو الأداء    | ميلينا يورغنس هيل بليد: سنواز سكريفايس | سينوا هيل بليد: سنواز سكريفايس           | —                                                           | ميلينا يورغنس هيل بليد: سنواز سكريفايس                                 | ميلينا يورغنس هيل بليد: سنواز سكريفايس                                 |
| اتجاه / تصميم اللعبة               | اتجاه / تصميم اللعبة | ذا ليجند أوف زيلدا: بريث أوف ذا وايلد  | ذا ليجند أوف زيلدا: بريث أوف ذا وايلد    | ذا ليجند أوف زيلدا: بريث أوف ذا وايلد                       | سوبر ماريو أوديسي                                                      | سوبر ماريو أوديسي                                                      |
| رواية                              | رواية                | وات ريمينس أف إديث فنش                 | هوريزن زيرو دون                          | وات ريمينس أف إديث فنش                                      | ليلة في الغابة                                                         | ليلة في الغابة                                                         |
| جائزة خاصة                         | جائزة خاصة           | جائزة أيقونة الصناعة                   | قاعة الشهرة                              | جائزة الإنجاز مدى الحياة                                    | بافتا خاص                                                              | زمالة بافتا                                                            |
| جائزة خاصة                         | جائزة خاصة           | كارول شو                               | جينيو تاكيدا                             | تيم شيفر                                                    | نولان نورث                                                             | تيم شيفر                                                               |

1. 1 2  Certain award presentations combine these categories.

### الألعاب المشهود لها بالنقد
Metacritic هو مجمع لمراجعات صحافة ألعاب الفيديو. يعتبر بشكل عام التوسعات وإعادة الإصدار ككيانات منفصلة.
| لعبة                                     | مطور                                     | الناشر             | تاريخ النشر    | منصة                 | متوسط الدرجات من 100 |
| ---------------------------------------- | ---------------------------------------- | ------------------ | -------------- | -------------------- | -------------------- |
| سوبر ماريو أوديسي                        | نينتندو إنترتينمنت بلانينغ أند دفيلوبمنت | نينتندو            | 27 أكتوبر 2017 | نينتندو سويتش        | 97                   |
| ذا ليجند أوف زيلدا: بريث أوف ذا وايلد    | نينتندو إنترتينمنت بلانينغ أند دفيلوبمنت | نينتندو            | 3 مارس 2017    | نينتندو سويتش، وي يو | 97                   |
| XCOM 2: حرب المختار                      | فيراكسيس جاميز                           | تو كي جيمز         | 29 أغسطس 2017  | بلاي ستيشن 4         | 93                   |
| ديفنيتي: أورجينال سين 2                  | لاريان ستوديوز                           | لاريان ستوديوز     | 14 سبتمبر 2017 | مايكروسوفت ويندوز    | 93                   |
| ماريو كارت 8                             | نينتندو إنترتينمنت بلانينغ أند دفيلوبمنت | نينتندو            | 28 أبريل 2017  | نينتندو سويتش        | 92                   |
| أوكامي                                   | كابكوم                                   | كابكوم             | 12 ديسمبر 2017 | مايكروسوفت ويندوز    | 92                   |
| وات ريمينس أف إديث فنش                   | جيانت سبارو                              | أنابورنا إنتراكتيف | 19 يوليو 2017  | إكس بوكس ون          | 92                   |
| ريترو سيتي رامبيج                        | فلكان انترتينمنت                         | فلكان انترتينمنت   | 3 أغسطس 2017   | نينتندو سويتش        | 91                   |
| ستيم ورلد هيست: يلتيماتيا ديتيون         | الصورة والنموذج                          | الصورة والنموذج    | 28 ديسمبر 2017 | نينتندو سويتش        | 91                   |
| شوفل نايت: كنز                           | يخت كلاب غيمز                            | يخت كلاب غيمز      | 3 مارس 2017    | نينتندو سويتش        | 91                   |
| أوبوس ماجنيم                             | زاكترونيكس                               | زاكترونيكس         | 8 ديسمبر 2017  | مايكروسوفت ويندوز    | 90                   |
| بينبول أف أكس 3: ينيفيرسال كلاسيك بينبول | استوديوهات زين                           | استوديوهات زين     | 26 سبتمبر 2017 | إكس بوكس ون          | 90                   |
| بايونيتا                                 | بلاتينيوم غيمز                           | سيجا               | 11 أبريل 2017  | مايكروسوفت ويندوز    | 90                   |
| لينيليجهت                                | مي دوج زورو                              | مي دوج زورو        | 30 يناير 2017  | مايكروسوفت ويندوز    | 90                   |

## الأداء المالي
وفقًا لشركة المحلل Newzoo، حققت صناعة ألعاب الفيديو 116.6 مليار دولار من الإيرادات العالمية، بزيادة قدرها 10٪ عن عام 2016. وكان هذا النمو مدفوعًا بشكل أساسي لألعاب الهاتف المحمول، حيث أتت 43٪ (50.4 مليار دولار) من هذه الإيرادات من هذا القطاع، وهو نمو من 23.3٪ من 2016. من المتبقي، 299٪ (33.3 مليار دولار أمريكي) جاء من أجهزة وألعاب، و 288٪ (32.3 مليار دولار) من ألعاب الكمبيوتر الشخصية. بالمثل، قدرت SuperData أن سوق ألعاب الفيديو العالمي في عام 2017 كان حوالي 108.4 مليار دولار أمريكي، مدفوعًا بشكل كبير بألعاب الهاتف المحمول والكمبيوتر المجانية للعب. أفادت شركة التحليل Sensor Tower، التي تتعقب الإيرادات في صناعة الهاتف المحمول، أنه من بين 58.6 مليار دولار أمريكي من إجمالي الإيرادات في عام 2017، جاء 48.3 مليار دولار أمريكي من ألعاب الهاتف المحمول.
داخل الولايات المتحدة، نمت صناعة الفيديو من عام 2016 بنسبة 18٪ إلى إجمالي إيرادات 36 مليار دولار أمريكي، مع 6.9 مليار دولار أمريكي من مبيعات الأجهزة (مكاسب بنسبة 19٪ من عام 2016) و 29.1 مليار دولار أمريكي (18٪) من البرامج والمعاملات الدقيقة، وفقًا لمجموعة NPD ورابطة برامج الترفيه. علاوة على ذلك، تم إنفاق 10.7 مليار دولار أمريكي على الألعاب المحمولة في عام 2017 في الولايات المتحدة، وفقًا لـ Sensor Tower.

### الألعاب الأكثر ربحًا
وفيما يلي 2017 العشرة الأوائل أعلى الإطلاق ألعاب الفيديو من حيث الإيرادات في جميع أنحاء العالم (بما في ذلك مبيعات المادية، التوزيع الرقمي لألعاب الفيديو، الصفقات الصغيرة، مجانا للمشاهدة والدفع للعب) عبر جميع المنصات (بما في ذلك لعبة هاتف محمول، لعبة حاسوب وحدة الأنظمة الأساسية). تم نشر أو امتلاك ست من أفضل عشر ألعاب من حيث تينسنت، بما في ذلك أفضل ثلاثة  ألقاب.
| مرتبة | لعبة                             | إيرادات        | الناشر                                    | النوع                                         | منصة                 | نموذج العمل        | المرجع |
| ----- | -------------------------------- | -------------- | ----------------------------------------- | --------------------------------------------- | -------------------- | ------------------ | ------ |
| 1     | أونر أوف كينجز / أرينا أوف فالور | $2,400,000,000 | تينسنت                                    | موبا                                          | لعبة هاتف محمول      | ألعاب فيديو مجانية | [ 11 ] |
| 2     | ليغ أوف ليجيندز                  | $2,100,000,000 | ريوت غيمز / تينسنت                        | موبا                                          | PC                   | ألعاب فيديو مجانية | [ 12 ] |
| 3     | دونجون فايتر اونلاين ‏            | $1,900,000,000 | نيكسون كو المحدودة / تينسنت               | بيتم أب                                       | PC                   | ألعاب فيديو مجانية | [ 11 ] |
| 4     | مونستر سترايك                    | $1,641,000,000 | ميكسي                                     | لعبة فيديو ألغاز                              | لعبة هاتف محمول      | ألعاب فيديو مجانية | [ 11 ] |
| 5     | كروس فاير                        | $1,605,000,000 | Smilegate / تينسنت                        | FPS                                           | PC / لعبة هاتف محمول | ألعاب فيديو مجانية | [ ا ]  |
| 6     | رحلة الخيال غربًا                 | $1,500,000,000 | نت إيز                                    | لعبة تقمص الأدوار كثيفة اللاعبين على الإنترنت | لعبة هاتف محمول      | ألعاب فيديو مجانية | [ 12 ] |
| 7     | كلاش رويال                       | $1,200,000,000 | سوبر سل (تينسنت)                          | لعبة استراتيجية                               | لعبة هاتف محمول      | ألعاب فيديو مجانية | [ 12 ] |
| 8     | كلاش أوف كلانس                   | $1,200,000,000 | سوبر سل (تينسنت)                          | لعبة استراتيجية                               | لعبة هاتف محمول      | ألعاب فيديو مجانية | [ 12 ] |
| 9     | كول أوف ديوتي: دبليو دبليو 2     | $1,000,000,000 | أكتيفجن (أكتيفجن بليزارد)                 | FPS                                           | متعدد المنصات        | شراء للعب          | [ 14 ] |
| 10    | فاتي/جراند وردير                 | $982,000,000   | أنيبلكس (سوني للترفيه الموسيقي اليابانية) | RPG                                           | لعبة هاتف محمول      | ألعاب فيديو مجانية | [ 12 ] |

### الألعاب المجانية الأعلى ربحًا
فيما يلي أعلى عشر ألعاب مجانية من حيث إجمالي الأرباح في عام 2017. تم نشر أو امتلاك ستة من أفضل عشرة ألعاب من قبل تينسنت، بما في ذلك أفضل ثلاثة ألقاب.
| مرتبة | لعبة                             | إيرادات        | الناشر                                    | النوع                                         | منصة                 | المرجع |
| ----- | -------------------------------- | -------------- | ----------------------------------------- | --------------------------------------------- | -------------------- | ------ |
| 1     | أونر أوف كينجز / أرينا أوف فالور | $2,400,000,000 | تينسنت                                    | موبا                                          | لعبة هاتف محمول      | [ 11 ] |
| 2     | ليغ أوف ليجيندز                  | $2,100,000,000 | ريوت غيمز / تينسنت                        | موبا                                          | PC                   | [ 12 ] |
| 3     | دونجون فايتر اونلاين ‏ (DFO)      | $1,900,000,000 | نيكسون كو المحدودة / تينسنت               | بيتم أب                                       | PC                   | [ 11 ] |
| 4     | مونستر سترايك                    | $1,641,000,000 | ميكسي                                     | لعبة فيديو ألغاز                              | لعبة هاتف محمول      | [ 11 ] |
| 5     | كروس فاير                        | $1,605,000,000 | سمايلغايت/تينسنت                          | FPS                                           | PC / لعبة هاتف محمول | [ ا ]  |
| 6     | رحلة الخيال غربًا                 | $1,500,000,000 | نت إيز                                    | لعبة تقمص الأدوار كثيفة اللاعبين على الإنترنت | لعبة هاتف محمول      | [ 12 ] |
| 7     | كلاش رويال                       | $1,200,000,000 | سوبر سل (تينسنت)                          | لعبة استراتيجية                               | لعبة هاتف محمول      | [ 12 ] |
| 8     | كلاش أوف كلانس                   | $1,200,000,000 | سوبر سل (تينسنت)                          | لعبة استراتيجية                               | لعبة هاتف محمول      | [ 12 ] |
| 9     | فاتي/جراند وردير                 | $982,000,000   | أنيبلكس (سوني للترفيه الموسيقي اليابانية) | RPG                                           | لعبة هاتف محمول      | [ 12 ] |
| 10    | لينياجي 2: ريفوليتيون            | $980,000,000   | نيتماربل                                  | لعبة تقمص الأدوار كثيفة اللاعبين على الإنترنت | لعبة هاتف محمول      | [ 12 ] |

ذكرت شركة Sensor Tower أن الألعاب المحمولة الأكثر ربحًا كانت الألعاب المجانية، مونستر سترايك وأونر أوف كينجز وفاتي/جراند وردير وكلاش رويال وكاندي كراش ساغا. كانت ألعاب الهاتف المحمول الأكثر ربحًا في الولايات المتحدة هي كاندي كراش ساغا ولعبة الحرب: عصر النار وكلاش أوف كلانس وموبايل ستريك وكلاش رويال.

### الألعاب المتميزة الأكثر مبيعًا
فيما يلي أفضل عشر ألعاب متميزة مبيعًا (بما في ذلك ألعاب الشراء للتشغيل) في عام 2017. تم نشر أربعة من أفضل عشرة ألعاب بواسطة نينتندو.
| مرتبة | لعبة                                                | الوحدات المباعة | إيرادات        | النوع             | الناشر                                  | منصة               |
| ----- | --------------------------------------------------- | --------------- | -------------- | ----------------- | --------------------------------------- | ------------------ |
| 1     | بلاير أنونز باتل غراوندز(ببجي)                      | 30,000,000      | $900,000,000   | لعبة باتل رويال   | كرافتون غيم يونيون (كرافتون غيم يونيون) | متعدد المنصات      |
| 2     | كول أوف ديوتي: دبليو دبليو 2                        | 19,630,000      | $1,000,000,000 | FPS               | أكتيفجن (أكتيفجن بليزارد)               | متعدد المنصات      |
| 3     | جراند ثفت أوتو 5/ أونلاين                           | 15,000,000      | $521,000,000   | لعبة أكشن-مغامرات | روكستار جيمز (تيك-تو إنترأكتيف)         | متعدد المنصات      |
| 4     | سوبر ماريو أوديسي                                   | 9,070,000       | غير معروف      | لعبة منصات        | نينتندو                                 | نينتندو سويتش      |
| 5     | ستار وارز باتلفرونت 2                               | 9,000,000       | غير معروف      | لعبة إطلاق نار    | إلكترونيك آرتس                          | متعدد المنصات      |
| 6     | بوكيمون الشمس والقمر / بوكيمون ألترا سان وألترا مون | 8,530,000       | غير معروف      | RPG               | نينتندو / ذا بوكيمون كومباني            | نينتندو 3دي أس     |
| 7     | ذا ليجند أوف زيلدا: بريث أوف ذا وايلد               | 7٬780٬000       | غير معروف      | لعبة أكشن-مغامرات | نينتندو                                 | مشغل ألعاب الفيديو |
| 8     | ماريو كارت 8                                        | 7,470,000       | غير معروف      | لعبة كارتينغ      | نينتندو                                 | مشغل ألعاب الفيديو |
| 9     | فيفا 17                                             | غير معروف       | $409,000,000   | لعبة فيديو رياضية | إي أيه سبورتس (إلكترونيك آرتس)          | متعدد المنصات      |
| 10    | أوفرواتش                                            | غير معروف       | $382,000,000   | لعبة إطلاق نار    | بليزارد إنترتينمنت (أكتيفجن بليزارد)    | متعدد المنصات      |

### الألعاب الأكثر مبيعًا حسب البلد
فيما يلي أفضل عشر ألعاب فيديو مبيعًا في عام 2017 حسب البلد، من حيث وحدات البرامج المباعة (باستثناء المعاملات الدقيقة والعناوين المجانية) على أجهزة الكمبيوتر ومنصات وحدة التحكم، للولايات المتحدة واليابان والمملكة المتحدة.
| مرتبة | اليابان                                    | المملكة المتحدة                 | الولايات المتحدة                      |
| ----- | ------------------------------------------ | ------------------------------- | ------------------------------------- |
| 1     | مونستر هنتر جينريشن                        | فيفا 18                         | كول أوف ديوتي: دبليو دبليو 2          |
| 2     | بوكيمون سان ومون                           | كول أوف ديوتي: دبليو دبليو 2    | إن بي إيه 2 كي 18                     |
| 3     | ماريو كارت 8                               | جراند ثفت أوتو 5                | ديستني 2                              |
| 4     | ذا ليجند أوف زيلدا: بريث أوف ذا وايلد      | أساسنز كريد أوريجنز             | مادن إن إف إل 18                      |
| 5     | سوبر ماريو ميكر                            | ستار وارز باتلفرونت 2           | ذا ليجند أوف زيلدا: بريث أوف ذا وايلد |
| 6     | ريزدنت إيفل 7: بايوهازرد                   | كراش بانديكوت إن. سين تريلوجي   | جراند ثفت أوتو 5                      |
| 7     | نير: الآلي                                 | ديستني 2                        | توم كلانسز جوست ريكون ويلدلاندز       |
| 8     | موموتارو دينتيتسو 2017: تاتشياجاري نيبون!! | غران توريزمو سبورت              | ستار وارز باتلفرونت 2                 |
| 9     | يوكاي ووتش 3: سوكيياكي                     | توم كلانسز جوست ريكون ويلدلاندز | سوبر ماريو أوديسي                     |
| 10    | 1-2 سويتش                                  | هوريزن زيرو دون                 | ماريو كارت 8                          |

## الأحداث
| شهر    | أيام      | حدث |
| ------ | --------- | --- |
| يناير  | 3–7       | أقيم معرض الإلكترونيات الاستهلاكية لعام 2017 في لاس فيغاس، نيفادا. |
| يناير  | 9         | كاتب ألعاب الفيديو Corey May يترك شركة Certain Affinity للعمل مع ألعاب 2K.                                                                                            |
| يناير  | 13        | نينتندو الصورة نينتندو تبديل تكشف، تفاصيل الافراج اليوم، السعر، والمواصفات الفنية، عقدت وحدة التحكم في طوكيو بيغ سايت، وlivestreamed على الانترنت على نينتندو دايركت. |
| يناير  | 13        | تغلق شركة سوني إنتراكتيف إنترتينمنت شركة غيريلا كامبريدج. |
| يناير  | 16        | أعلن Hidetaka Suehiro أنه أنشأ استوديو مستقل جديد يسمى White Owls. |
| يناير  | 19        | يوبي سوفت تستحوذ على يوبي سوفت ليمينغتون من أكتيفجن. تمت إعادة تسمية FreeStyleGames إلى يوبي سوفت ليمينغتون.                                                          |
| يناير  | 19        | تم تعيين مصمم ألعاب الفيديو كيم سويفت بواسطة إلكترونيك آرتس في قسم موتيف ستوديوز .                                                                                    |
| يناير  | 22        | توفي ماسايا ناكامورا، مؤسس نامكو، عن عمر يناهز 91 عامًا. |
| يناير  | 24        | استحوذت شركة Warner Bros. Interactive Entertainment على برنامج Avalanche Software ، الذي تم إغلاقه سابقًا بواسطة Disney في مايو 2016 ، وأعيد فتحه.                     |
| يناير  | 31        | انتهى الإنتاج العالمي لجهاز وي يو رسميًا. |
| فبراير | 1         | شركة زيني ماكس ميديا تستحوذ على Escalation Studios . |
| فبراير | 1         | استحوذت تيك-تو إنترأكتيف على Social Point. |
| فبراير | 1         | تم منح زيني ماكس ميديا 500 مليون دولار من أوكلوس على قضايا الملكية الفكرية والعقود على تقنية الواقع الافتراضي المستخدمة في أوكولوس ريفت.                              |
| فبراير | 17        | الكاتب إريك وولباو ‏ يترك فالف. |
| فبراير | 17        | توفي آلان ستون ، المؤسس المشارك لشركة نينتندو الأمريكية ، عن عمر يناهز 71                                                                                             |
| فبراير | 21–23     | 2017 D.I.C.E. القمة التي عقدت في لاس فيغاس ، نيفادا. |
| فبراير | 23        | تم تغيير اسم Irrational Games إلى Ghost Story Games. |
| فبراير | 27        | يتنحى بيتر مور عن منصب رئيس شركة EA Sports ليصبح الرئيس التنفيذي لنادي ليفربول لكرة القدم.                                                                            |
| فبراير | 27–28     | عقد مؤتمر مطوري الألعاب لعام 2017 في سان فرانسيسكو. |
| مارس   | 1–3       | عقد مؤتمر مطوري الألعاب لعام 2017 في سان فرانسيسكو. |
| مارس   | 15        | يتنحى كيفن برونر عن منصب الرئيس التنفيذي لشركة Telltale Games ، ويحل محله دان كونرز.                                                                                  |
| مارس   | 31        | تنسحب Square Enix من IO Interactive. |
| أبريل  | 3         | يتنحى كريستوف باليسترا عن منصب الرئيس المشارك لـ Naughty Dog. يظل إيفان ويلز في منصبه كرئيس وحيد.                                                                     |
| مايو   | 2         | أعلن Chet Faliszek أنه غادر فالف . |
| مايو   | 10        | استحوذت Google على أولشيمي لابس . |
| يونيو  | 7         | أعلن جاي بينكرتون ‏ أنه غادر شركةفالف . |
| يونيو  | 10–12     | أقيمت EA Play في Hollywood Palladium . |
| يونيو  | 13–15     | Electronic Entertainment Expo 2017 was held at the Los Angeles Convention Center.                                                                                     |
| يونيو  | 16        | أصبح IO Interactive استوديوًامستقلاً من سكوير إنكس ، مع الاحتفاظ بحقوق امتياز هيتمان .                                                                                  |
| يونيو  | 27        | مؤسس أركين ستوديوز رافائيل كولانتونيو ‏ يترك الشركة. |
| يونيو  | 30        | استحوذت شركة Paradox Interactive على Triumph Studios، مطور سلسلة Age of Wonders .                                                                                     |
| يوليو  | 18        | يحل Casey Hudson محل Aaryn Flynn في منصب المدير العام لـبايوير . |
| أغسطس  | 1         | أكدت إلكترونيك آرتس أن شركةبايوير ، مطورة ماس إفكت: أندروميدا ، قد تم استيعابها في موتيف ستوديوز .                                                                    |
| أغسطس  | 5         | توفي دانيال ليخت ، مؤلف مسلسلديسونرد وألعاب سايلنت هيل عن عمر يناهز الستين                                                                                            |
| أغسطس  | 8         | أعلنت شركة يوبي سوفت عن إنشاء استوديو جديد في ستوكهولم ، السويد. |
| أغسطس  | 7–12      | أقيمت بطولة 2017 الدولية ‏ ، وهي واحدة من أكثر بطولات الرياضات الإلكترونية ربحًا في التاريخ ، فيكلايمت بليدج أرينا في سياتل .                                           |
| أغسطس  | 22–26     | تم عقد غيمز كوم فيKoelnmesse . |
| سبتمبر | غير معروف | افتتحت بيبول كان فلاي استوديوًا جديدًا في نيوكاسل ، المملكة المتحدة ؛لأول مرة خارج بولندا.                                                                              |
| سبتمبر | 13        | غادر بروس سترالي ، المخرج المشارك لـذا لاست أوف أس و أنشارتد 4: نهاية لص من نوتي دوغ بعد 18 عامًا.                                                                     |
| أكتوبر | 3         | أعلن أندرو هاوس ، الرئيس والمدير التنفيذي لشركة سوني إنتراكتيف إنترتينمنت عن مغادرته الشركة.                                                                          |
| أكتوبر | 12        | غادر مايك ليدلو ، مدير مبتكر سلسلة Dragon Age ، BioWare. |
| أكتوبر | 13        | IGN تستحوذ على Humble Bundle. |
| أكتوبر | 17        | تم إغلاق شركة Visceral Games ، مطور سلسلة Dead Space ، من قبل مالك Electronic Arts.                                                                                   |
| نوفمبر | 3         | قامت شركة Perfect World Entertainment بإغلاق ألعاب Runic و Motiga. |
| نوفمبر | 9         | أعلنت شركة Electronic Arts أنها استحوذت على Respawn Entertainment ، مبتكري سلسلة Titanfall.                                                                           |
| ديسمبر | 14        | تم تشكيل Private Division ، وهي شركة نشر جديدة تابعة لشركة Take-Two Interactive.                                                                                      |
| ديسمبر | 28        | الضرب في ويتشيتا، كانساس بسبب نزاع بين اثنين من لاعبي كول أوف ديوتي: دبليو دبليو 2 على رهان بقيمة 1.50 دولار يؤدي إلى رجل لا علاقة له بالنزاع بالرصاص على يد الشرطة   |

## إصدارات الأجهزة
قائمة الأجهزة المتعلقة باللعبة التي تم إصدارها في عام 2017 في أمريكا الشمالية.
| شهر    | يوم | وحدة التحكم                |
| ------ | --- | -------------------------- |
| يناير  | 10  | نيو شيلد اندرويد تي في     |
| مارس   | 3   | نينتندو سويتش              |
| يوليو  | 28  | نيو نينتندو 2دي أس إكس إل  |
| سبتمبر | 29  | سوبر إن إي إس كلاسيك إديشن |
| نوفمبر | 7   | إكس بوكس ون إكس            |

## الألعاب الملغاة

### ألغيت
- بلودستيند: ريتشوال أف ذا نايت (وي يو)[67]
- سكيالباوند (مايكروسوفت ويندوز، إكس بوكس ون)[68]
- تيتانفال: فرونتلاين (آي أو إس، أندرويد)[69]
- ميتا وورلد (واقع افتراضي)[70][71]

### غير متوفره
- كلاب بنغوين
- فيريفالل[72]
- أطفال الغد[73]
- أبطال مارفل[74]

### ملحوظات
- A تم تحديد تاريخ الإصدار لليابان فقط.
- B إصدار غربي أو عالمي للألعاب الحصرية الإقليمية سابقًا.

1. 1 2  CrossFire:
  - PC  –  1٫4 billion دولار أمريكي[12]
  - CrossFire Mobile  –  205 million دولار أمريكي[13]
2. ↑  Pokémon Sun / Moon / Ultra Sun / Ultra Moon
  - Pokémon Ultra Sun / Ultra Moon – 7.17 million[17]
  - Pokémon Sun / Moon – 1.36 million[19][20]
3. ↑  Mario Kart 8 / Deluxe
  - Mario Kart 8 Deluxe (Switch) – 7.33 million[17]
  - Mario Kart 8 (Wii U) – 140٬000[22][23]
4. ↑  Not including ببجي, as كرافتون غيم يونيون did not share its sales figures with the NPD Group.
5. 1 2  Not including PC digital sales
6. 1 2 3  Not including digital sales

### الاستشهادات
1. ↑  "NINTENDO'S GENYO TAKEDA ANNOUNCED AS 2018 LIFETIME ACHIEVEMENT RECIPIENT BY THE ACADEMY OF INTERACTIVE ARTS & SCIENCES". غيماسوترا (Press release). 31 يناير 2018. مؤرشف من الأصل في 2021-09-23. اطلع عليه بتاريخ 2018-01-31.
2. ↑  "Nolan Bushnell, Tim Schafer, and Rami Ismail to be honored at the 2018 GDC Awards!". غيماسوترا. 30 يناير 2018. مؤرشف من الأصل في 2021-08-23. اطلع عليه بتاريخ 2018-01-30.
3. ↑  Lanier، Liz (11 مايو 2018). "Nolan North to Receive BAFTA Special Award in June". فارايتي. مؤرشف من الأصل في 2020-10-20. اطلع عليه بتاريخ 2018-12-11.
4. ↑  Handrahan، Matthew (21 فبراير 2018). "Tim Schafer to receive BAFTA Fellowship". غيمر نيتورك. مؤرشف من الأصل في 2021-08-24. اطلع عليه بتاريخ 2018-02-21.
5. ↑  "Best Video Games for 2017". Metacritic. مؤرشف من الأصل في 2020-11-12. اطلع عليه بتاريخ 2019-10-06.
6. ↑  "Highest-Ranking Games of 2017 (with at least 5 reviews)". GameRankings. مؤرشف من الأصل في 2018-09-24. اطلع عليه بتاريخ 2019-10-06.
7. ↑  Batchlor، James (20 ديسمبر 2017). "GamesIndustry.biz presents... The Year In Numbers 2017". غيمر نيتورك. مؤرشف من الأصل في 2021-09-30. اطلع عليه بتاريخ 2017-12-27.
8. ↑  Calvin، Alex (30 يناير 2018). "SuperData: Global games market brought in $108.4bn in 2017, PUBG generated $712m". PC Games Insider. مؤرشف من الأصل في 2021-09-30. اطلع عليه بتاريخ 2018-01-30.
9. 1 2 3 4  Chan، Stephanie (5 يناير 2018). "Sensor Tower: Mobile game spending hit $48.3 billion in 2017". فانتر بيد. مؤرشف من الأصل في 2021-09-30. اطلع عليه بتاريخ 2018-01-08.
10. ↑  Minoitti، Mike (18 يناير 2018). "NPD: U.S. video game revenue grew 18% to $36 billion in 2017". فانتر بيد. مؤرشف من الأصل في 2021-09-30. اطلع عليه بتاريخ 2018-01-18.
11. 1 2 3 4  Special Report: Evolution of Mobile Esports for the Mass Market (PDF). Niko Partners. أغسطس 2019. ص. 18–9. مؤرشف من الأصل (PDF) في 2021-06-26. اطلع عليه بتاريخ 2021-01-30.
12. 1 2 3 4 5 6 7 8 9  "2017 Year in Review: Digital Games and Interactive Media" (PDF). SuperData Research. 25 يناير 2018. مؤرشف من الأصل (PDF) في 2020-11-12. اطلع عليه بتاريخ 2020-01-25.
13. ↑  Special Report: Evolution of Mobile Esports for the Mass Market (PDF). Niko Partners. أغسطس 2019. ص. 19. مؤرشف من الأصل (PDF) في 2021-06-26. اطلع عليه بتاريخ 2021-01-30.
14. 1 2  Makuch، Eddie (20 ديسمبر 2017). "Call Of Duty: WW 2 Passes $1 Billion In Worldwide Sales". غيم سبوت. مؤرشف من الأصل في 2021-06-29. اطلع عليه بتاريخ 2018-01-04.
15. ↑  Ilic، Jastra (16 مارس 2020). "Call of Duty Hit 60.5 Million Sold Units on All-Time Best-Selling PS4 and Xbox Titles List". League of Betting. مؤرشف من الأصل في 2021-09-30. اطلع عليه بتاريخ 2021-02-18.
16. ↑  Alwani، Rishi (8 فبراير 2018). "GTA V Sells 90 Million Units, 15 Million in 2017 Alone: Take-Two". إن دي تي في. إن دي تي في. مؤرشف من الأصل في 2021-09-30. اطلع عليه بتاريخ 2021-02-18.
17. 1 2 3 4  "Earnings Release for the Nine-Month Period Ended December 2017: Supplementary Information" (PDF). نينتندو. 31 يناير 2018. ص. 5. مؤرشف من الأصل (PDF) في 2021-01-09. اطلع عليه بتاريخ 2021-02-18.
18. ↑  Sarkar، Samit (30 يناير 2018). "Star Wars Battlefront 2 sales miss targets, EA blames loot crate controversy (update)". Polygon. مؤرشف من الأصل في 2021-05-18. اطلع عليه بتاريخ 2021-02-18.
19. ↑  "Top Selling Title Sales Units - Nintendo 3DS Software". نينتندو. 31 ديسمبر 2017. مؤرشف من الأصل في 2018-03-03. اطلع عليه بتاريخ 2021-02-18.
20. ↑  "Earnings Release for the Nine-Month Period Ended December 2016: Supplementary Information" (PDF). نينتندو. 31 يناير 2017. ص. 4. مؤرشف من الأصل (PDF) في 2021-08-27. اطلع عليه بتاريخ 2021-02-18.
21. ↑  "Earnings Release for Fiscal Year Ended March 2017: Supplementary Information" (PDF). نينتندو. 27 أبريل 2017. ص. 4. مؤرشف من الأصل (PDF) في 2021-03-08. اطلع عليه بتاريخ 2021-02-18.
22. ↑  "Top Selling Title Sales Units - Wii U Software". نينتندو. 31 ديسمبر 2017. مؤرشف من الأصل في 2018-02-25. اطلع عليه بتاريخ 2021-02-18.
23. ↑  "Top Selling Title Sales Units – Wii U Software". نينتندو. 31 ديسمبر 2016. مؤرشف من الأصل في 2017-04-21. اطلع عليه بتاريخ 2021-02-18.
24. ↑  Wawro، Alex (6 يوليو 2017). "Most of Japan's top-selling 2017 games are on Nintendo platforms". غيماسوترا. مؤرشف من الأصل في 2021-08-25. اطلع عليه بتاريخ 2019-05-20.
25. ↑  Dring، Christopher (12 يناير 2018). "Revealed: The 100 best-selling UK boxed games of 2017". غيمر نيتورك. مؤرشف من الأصل في 2021-09-30. اطلع عليه بتاريخ 2019-05-20.
26. ↑  Grubb، Jeff (18 يناير 2018). "NPD 2017: The 10 best-selling games of the year". فانتر بيد. مؤرشف من الأصل في 2021-09-30. اطلع عليه بتاريخ 2018-01-18.
27. ↑  Makuch، Eddie (10 يناير 2017). "Former Ubisoft Scriptwriter Joins 2K as Narrative Director". غيم سبوت. مؤرشف من الأصل في 2021-09-30. اطلع عليه بتاريخ 2017-01-19.
28. ↑  Batchelor، James (12 يناير 2017). "Guerrila [sic] Cambridge to close". Gameindustry.biz. مؤرشف من الأصل في 2017-01-19. اطلع عليه بتاريخ 2017-01-19.
29. ↑  Hall، Charlie (16 يناير 2016). "Deadly Premonition designer Swery is back with a new studio called White Owls". بوليغون. مؤرشف من الأصل في 2017-01-17. اطلع عليه بتاريخ 2016-01-19.
30. ↑  Orry، James (19 يناير 2016). "Guitar and DJ Hero studio FreeStyleGames now Ubisoft Leamington". VideoGamer.com. مؤرشف من الأصل في 2017-01-20. اطلع عليه بتاريخ 2016-01-19.
31. ↑  Makuch، Eddie (19 يناير 2017). "Portal, Left 4 Dead Developer Kim Swift Joins EA". غيم سبوت. مؤرشف من الأصل في 2017-01-27. اطلع عليه بتاريخ 2017-01-19.
32. ↑  McAloon، Alissa (24 يناير 2017). "Disney Infinity dev revived and re-opened by Warner Bros". غيماسوترا. مؤرشف من الأصل في 2017-01-25. اطلع عليه بتاريخ 2017-01-24.
33. ↑  Ashcraft، Brian (31 يناير 2017). "Wii U Production Has Officially Ended For Japan [Update]". Kotaku. مؤرشف من الأصل في 2017-01-31. اطلع عليه بتاريخ 2017-01-31.
34. ↑  Kerr، Chris (1 فبراير 2017). "ZeniMax has acquired the studio behind Doom's SnapMap editor". غيماسوترا. مؤرشف من الأصل في 2017-02-02. اطلع عليه بتاريخ 2017-02-01.
35. ↑  Dring، Christopher (1 فبراير 2017). "Take-Two acquires mobile developer Social Point for $250m". غيمر نيتورك. مؤرشف من الأصل في 2017-02-01. اطلع عليه بتاريخ 2017-02-01.
36. ↑  Poon، Timothy؛ Crecente، Brain (1 فبراير 2017). "Oculus lawsuit ends with half billion dollar judgment awarded to ZeniMax". بوليغون. مؤرشف من الأصل في 2017-02-01. اطلع عليه بتاريخ 2017-02-01.
37. ↑  Graft، Kris (17 فبراير 2017). "Report: Longtime Valve writer Erik Wolpaw leaves company". غيماسوترا. مؤرشف من الأصل في 2017-02-18. اطلع عليه بتاريخ 2017-02-17.
38. ↑  Wawro، Alex (21 فبراير 2017). "Obituary: Alan Stone, Nintendo of America cofounder, onetime Sega Enterprises CEO". غيماسوترا. مؤرشف من الأصل في 2017-02-23. اطلع عليه بتاريخ 2017-02-21.
39. ↑  Pereira، Chris (23 فبراير 2017). "Former BioShock Studio Irrational Games Adopts A New Name". غيم سبوت. مؤرشف من الأصل في 2017-02-24. اطلع عليه بتاريخ 2017-02-23.
40. ↑  Good، Owen (27 فبراير 2017). "EA executive Peter Moore becomes CEO of Liverpool FC". بوليغون. مؤرشف من الأصل في 2017-02-28. اطلع عليه بتاريخ 2017-02-27.
41. ↑  Schreier، Jason (16 مارس 2017). "Sources: Telltale CEO Steps Down". كوتاكو. مؤرشف من الأصل في 2017-03-16. اطلع عليه بتاريخ 2017-03-16.
42. ↑  Saed، Sherif (11 مايو 2017). "Square Enix drops Hitman developer IO Interactive". VG247. مؤرشف من الأصل في 2017-05-11. اطلع عليه بتاريخ 2017-05-11.
43. ↑  Dornbush، Jonathon (8 مارس 2017). "Naughty Dog Co-President Christophe Balestra Announces Departure From Studio". آي جي إن. زيف ديفيس [الإنجليزية]. مؤرشف من الأصل في 2017-03-09. اطلع عليه بتاريخ 2017-03-09.
44. ↑  Pearson، Dan (2 مايو 2017). "Chet Faliszek leaves Valve". غيمر نيتورك. مؤرشف من الأصل في 2017-05-02. اطلع عليه بتاريخ 2017-05-02.
45. ↑  Grubb، Jeff (2 مايو 2017). "Half-Life, Portal co-writer Chet Faliszek left Valve a month ago". فانتر بيد. مؤرشف من الأصل في 2017-05-03. اطلع عليه بتاريخ 2021-01-02.
46. ↑  Grubb، Jeff (10 مايو 2017). "Google bags Job Simulator studio Owlchemy Labs in VR's latest exit". فانتر بيد. مؤرشف من الأصل في 2017-05-11. اطلع عليه بتاريخ 2017-05-10.
47. ↑  Corrigan، Hope (7 يونيو 2017). "Jay Pinkerton Becomes the 4th Valve Writer to Leave in Two Years". آي جي إن. مؤرشف من الأصل في 2017-06-07. اطلع عليه بتاريخ 2017-06-07.
48. ↑  Campbell، Evan (18 يناير 2017). "EA Play 2017 Announced". آي جي إن. مؤرشف من الأصل في 2017-01-19. اطلع عليه بتاريخ 2017-01-19.
49. ↑  Orry، Tom (16 يونيو 2017). "IO Interactive Becomes Independent Studio, Retains Rights to Hitman". غيمر نيتورك. مؤرشف من الأصل في 2017-09-09. اطلع عليه بتاريخ 2017-06-16.
50. ↑  Caldwell، Brendan (27 يونيو 2017). "Prey's creative director and founder of Arkane Studios, Raphael Colantonio, steps down". حجر، ورقة، بندقية. مؤرشف من الأصل في 2017-06-28. اطلع عليه بتاريخ 2017-06-27.
51. ↑  Dring، Christopher (30 يونيو 2017). "Paradox Interactive acquires Triumph Studios". Gameindustry.biz. مؤرشف من الأصل في 2017-06-30. اطلع عليه بتاريخ 2017-06-30.
52. ↑  Juba، Joe (18 يوليو 2017). "BioWare's Aaryn Flynn Leaves Company, Casey Hudson Returns". غيم إنفورمر. مؤرشف من الأصل في 2017-08-05. اطلع عليه بتاريخ 2017-07-19.
53. ↑  Phillips، Tom (1 أغسطس 2017). "Mass Effect Andromeda studio BioWare Montreal will be absorbed by EA Motive". يورو غيمر. مؤرشف من الأصل في 2021-09-02. اطلع عليه بتاريخ 2017-10-19.
54. ↑  McWhertor، Michael (4 أغسطس 2017). "Dishonored, Silent Hill composer Daniel Licht dies at 60". بوليغون. مؤرشف من الأصل في 2021-09-30. اطلع عليه بتاريخ 2017-10-19.
55. ↑  Osborn، Alex (8 أغسطس 2017). "Ubisoft Opens New Studio in Stohkolm Headed By Former EA DICE Manager". آي جي إن. مؤرشف من الأصل في 2021-09-30. اطلع عليه بتاريخ 2017-10-19.
56. ↑  Khan، Imad (6 يوليو 2017). "Dota 2's The International 7 breaks esports prize pool record". ESPN. مؤرشف من الأصل في 2017-07-14. اطلع عليه بتاريخ 2021-01-02.
57. ↑  Batchelor، James (16 مايو 2018). "People Can Fly opens new UK, Poland studios". gamesindustry.biz. مؤرشف من الأصل في 2021-09-30. اطلع عليه بتاريخ 2018-05-16.
58. ↑  Fingas، Jon (13 سبتمبر 2017). "'The Last of Us' director Bruce Straley leaves Naughty Dog". إنغادجيت. مؤرشف من الأصل في 2020-03-22. اطلع عليه بتاريخ 2017-09-19.
59. ↑  Purchese، Robert (3 أكتوبر 2017). "PlayStation boss Andrew House leaving Sony after 27 years". يورو غيمر. مؤرشف من الأصل في 2021-09-30. اطلع عليه بتاريخ 2017-10-03.
60. ↑  McWhertor، Michael (12 أكتوبر 2017). "Dragon Age creative director leaves BioWare". بوليغون. مؤرشف من الأصل في 2021-09-30. اطلع عليه بتاريخ 2017-10-19.
61. ↑  Wawro، Alex (13 أكتوبر 2017). "Humble Bundle has been acquired by media giant IGN". غيماسوترا. مؤرشف من الأصل في 2021-08-25. اطلع عليه بتاريخ 2017-10-19.
62. ↑  Pereira، Chris (18 أكتوبر 2017). "EA Revamping Star Wars Single-Player Game, Shutting Down Dead Space Dev Visceral". غيم سبوت. مؤرشف من الأصل في 2021-09-30. اطلع عليه بتاريخ 2017-10-19.
63. ↑  Schreier، Jason (3 نوفمبر 2017). "Studio Behind Torchlight Shuts Down; Big Layoffs At Studio Behind Gigantic". كوتاكو. مؤرشف من الأصل في 2021-09-24. اطلع عليه بتاريخ 2017-11-03.
64. ↑  McWhertor، Michael (9 نوفمبر 2017). "EA to acquire Titanfall developer Respawn". بوليغون. مؤرشف من الأصل في 2020-11-12. اطلع عليه بتاريخ 2017-11-10.
65. ↑  Sarkar، Samit (27 أبريل 2017). "New Nintendo 2DS XL coming this July". بوليغون. Vox Media. مؤرشف من الأصل في 2017-04-28. اطلع عليه بتاريخ 2021-01-02.
66. ↑  Pereira، Chris (26 يونيو 2017). "SNES Classic Edition Coming In September With The Never-Released Star Fox 2". GameSpot. مؤرشف من الأصل في 2017-08-13. اطلع عليه بتاريخ 2017-06-27.
67. ↑  Campbell، Evan (21 مارس 2017). "Bloodstained Coming to Nintendo Switch, Canceled on Wii U". آي جي إن. مؤرشف من الأصل في 2017-04-24. اطلع عليه بتاريخ 2017-04-23.
68. ↑  Goldfarb، Andrew (9 يناير 2017). "Microsoft Confirms Scalebound is Cancelled". IGN. مؤرشف من الأصل في 2017-01-13. اطلع عليه بتاريخ 2017-01-14.
69. ↑  Makuch، Eddie (13 يناير 2017). "Titanfall Mobile Game Canceled, Never Made It Past Beta". غيم سبوت. مؤرشف من الأصل في 2017-01-16. اطلع عليه بتاريخ 2017-01-13.
70. ↑  "MetaWorld Refunds". ريديت. 13 يناير 2017. مؤرشف من الأصل في 2021-06-08. اطلع عليه بتاريخ 2017-12-28.
71. ↑  "MetaWorld No Communication". ريديت. مؤرشف من الأصل في 2021-09-30. اطلع عليه بتاريخ 2017-12-28.
72. ↑  Hall، Charlie (7 يوليو 2017). "Firefall is dead, shuts down tomorrow". بوليغون. مؤرشف من الأصل في 2017-08-16. اطلع عليه بتاريخ 2017-07-07.
73. ↑  Frank، Allegra (6 يوليو 2017). "Sony's shutting down The Tomorrow Children". بوليغون. مؤرشف من الأصل في 2017-07-06. اطلع عليه بتاريخ 2017-07-07.
74. ↑  MarvelHeroes. "It is with great sadness that we announce the closing of Gazillion Entertainment" (تغريدة). اطلع عليه بتاريخ 2021-01-02. Missing or empty |date= (help)